# コロッケ!4 バンクの森の守護神
『コロッケ!4 バンクの森の守護神』（コロッケ4 バンクのもりのまもりがみ）とは2004年7月22日にコナミから発売されたゲームボーイアドバンス専用の対戦型格闘ゲームである。

## 概要
漫画『コロッケ!』のゲーム化作品。今作もオリジナルのストーリーが展開されている。

## システムの変更点
- フィールドがマス目で区切られ、プレイヤーが動くと敵もそれに合わせて行動するターン制を採用した。
- （石版）プレートを装備することでキャラクターを強化できる。
- カネーという通貨単位が追加された。通貨は金貨の数とカネーの量とで大別される。
- ゲームの進め方によってシナリオが分岐し、エンディングが変わる。
- バトル中、遠くの敵をロックオンできるようになり、空中から敵の懐に入り込んで攻撃できるようになった。
- サポートキャラをつけることで戦闘中に呼び出すことができる。呼べる回数はバトルに勝利し、友情度を上げることで増える。
- あるパスワードを入力するとクイズモードをプレイでき、禁貨を稼げる。
- ゲーム進行によってストーリーが分岐するマルチエンディングシステムを採用。

## ストーリー
禁貨を探す旅を続けるコロッケとその仲間たちは、生きているバンクが住むというバンクの森を目指していた。その道の道中、禁貨ゴーグルに導かれ、カマンベールの街を訪れたコロッケたちは森のバンクたちを狙うハンターたちとそれを守ろうとする人たちの争いに巻き込まれてしまう。コロッケたちはどの味方になるのか。

## 登場人物

### コロッケと仲間たち
コロッケ
ウスター
リゾット
プリンプリン
フォンドヴォー
T-ボーン
トリュフの森で犬になっていたところをコロッケに発見される。
キャベツ
アブラミー
本作品ではハンターに所属している。

### ゲームオリジナルキャラクター
コロッケ!#ゲームオリジナルキャラクターを参照。
マスタード
真のエンディングを見ると使用可能。
キャビア
ダシマキ
サラミ兵
カルパス兵
マフィン
カマンベールの街に住む少女。母のペンダントを無くして、途方に暮れている。
キナコ
カマンベールの街のトラップ屋。空腹で店を営業するどころでない。
ハルサメ
ハンターの一員。

### その他のキャラクター
バーグ
今は亡きコロッケの父親。マスタードとは親友だったが、マスタードの秘密を知り戦わずに逃げてしまったため、マスタードに恨まれるようになった。あるパスワードを入力すると対戦モードで使用可能になる。
じーさん
『絶体絶命でんぢゃらすじーさん』の主人公。イベントで配信されていた。じーさんが使えるカートリッジと通信対戦しても使用可能になる。
ポー
本編には登場せず、クイズモードで司会進行を務める。

## 地名
カマンベールの街
バンクの森を探すため、コロッケが最初に訪れる街。住人はバンクの森に関する情報をハンターたちによって口止めされている。
ウドの森・入り口
ウドの森の入口に広がるフィールド。マップが狭い。
ウドの森
いくつものフロアに分かれた広大な森。アルファベットが書かれた門があり、入ると同じアルファベットが書かれた別の門に出る。
ベースキャンプ
生きてるバンクを狙うハンターたちの拠点。
ウイロウの大渓谷
いくつもの小さな陸地が橋で繋がった渓谷。足場が狭い。
ポタージュ遺跡
バンクの森の奥深くに存在する遺跡。扉にはカギがかかっており、隠し部屋から像を探して進む。奥にはバーグがマスタードに宛てた手紙がある。